# Steven Guilbeault
Pour les articles homonymes, voir Guilbeault.
Steven Guilbeault, né le 9 juin 1970 à La Tuque (Québec), est un écologiste et homme politique canadien.
Cofondateur de l'organisation environnementale québécoise Équiterre, il en est le directeur principal et porte-parole de 2008 à 2018. Il travaille également pendant dix ans pour la branche canadienne de Greenpeace comme directeur et responsable de campagne au Québec.
Il est député à la Chambre des communes depuis le 21 octobre 2019, élu dans la circonscription de Laurier—Sainte-Marie sous la bannière du Parti libéral du Canada, ministre du Patrimoine canadien. Pendant son premier mandat, il est ministre de l'environnement du 26 octobre 2021 au 14 mars 2025, puis ministre de la Culture et de l'Identité canadienne et Parcs Canada à partir de cette date.

## Biographie

### Études et parcours militant
Steven Guilbeault naît à La Tuque le 9 juin 1970,. Il affirme que son militantisme écologique aurait commencé dès l'âge de 5 ans : il aurait grimpé dans un arbre afin d’interrompre les travaux d'un promoteur immobilier qui abattait une parcelle boisée derrière chez lui.
Après des études collégiales en informatique qui l’intéressent peu, il s’inscrit d’abord en relations industrielles à l’Université de Montréal en 1989, puis migre l’année suivante en sciences politiques. Attiré par les relations internationales et l’étude des systèmes politiques, il s’intéresse également à la religion. Cela le pousse à effectuer une mineure en théologie, où il aborde les questions de morale internationale, de théologie de la libération, de pauvreté et d’environnement.
Le militantisme et l’engagement citoyen de Steven Guilbeault se cristallisent durant ses études universitaires. Il devient président de l’association étudiante de sa faculté et participe aussi aux activités de la Fondation canadienne des droits de la personne, une association de promotion des droits de l'homme. Il participe également aux activités de la Fédération étudiante universitaire du Québec (FEUQ). Il fait la rencontre de François Rebello et de Nicolas Girard, qui deviendront des hommes politiques. Il se joint au Groupe de recherche en intérêt public (GRIP), issu du mouvement contestataire piloté par Ralph Nader, écologiste américain. Il y fait aussi la connaissance de Laure Waridel, de Sidney Ribaux et de François Meloche, avec qui il fondera l’organisme Équiterre quelques années plus tard.

### Fondation canadienne des droits de la personne
Alors qu’il poursuit ses études, il travaillera pendant deux ans (1992-1993) pour la Fondation canadienne des droits de la personne, organisation vouée à l’éducation et la formation des enjeux entourant les droits de la personne.

### Équiterre
À la suite du Sommet de la Terre de Rio de Janeiro en 1992, l’idée de créer une organisation citoyenne naît parmi son groupe d’amis. En 1993, ils fondent l’Action pour la solidarité, l’équité, l’environnement et le développement (ASEED), qui obtient le statut d’organisme à but non lucratif en 1995 et prend officiellement le nom d’Équiterre en 1998. Leur but est de proposer des solutions concrètes pour faire du Québec une société où le développement durable et l’économie sociale sont au cœur des actions et des préoccupations des citoyens, des organisations et des gouvernements. Steven Guilbeault fait partie du conseil d’administration d’Équiterre durant plusieurs années.

### Greenpeace

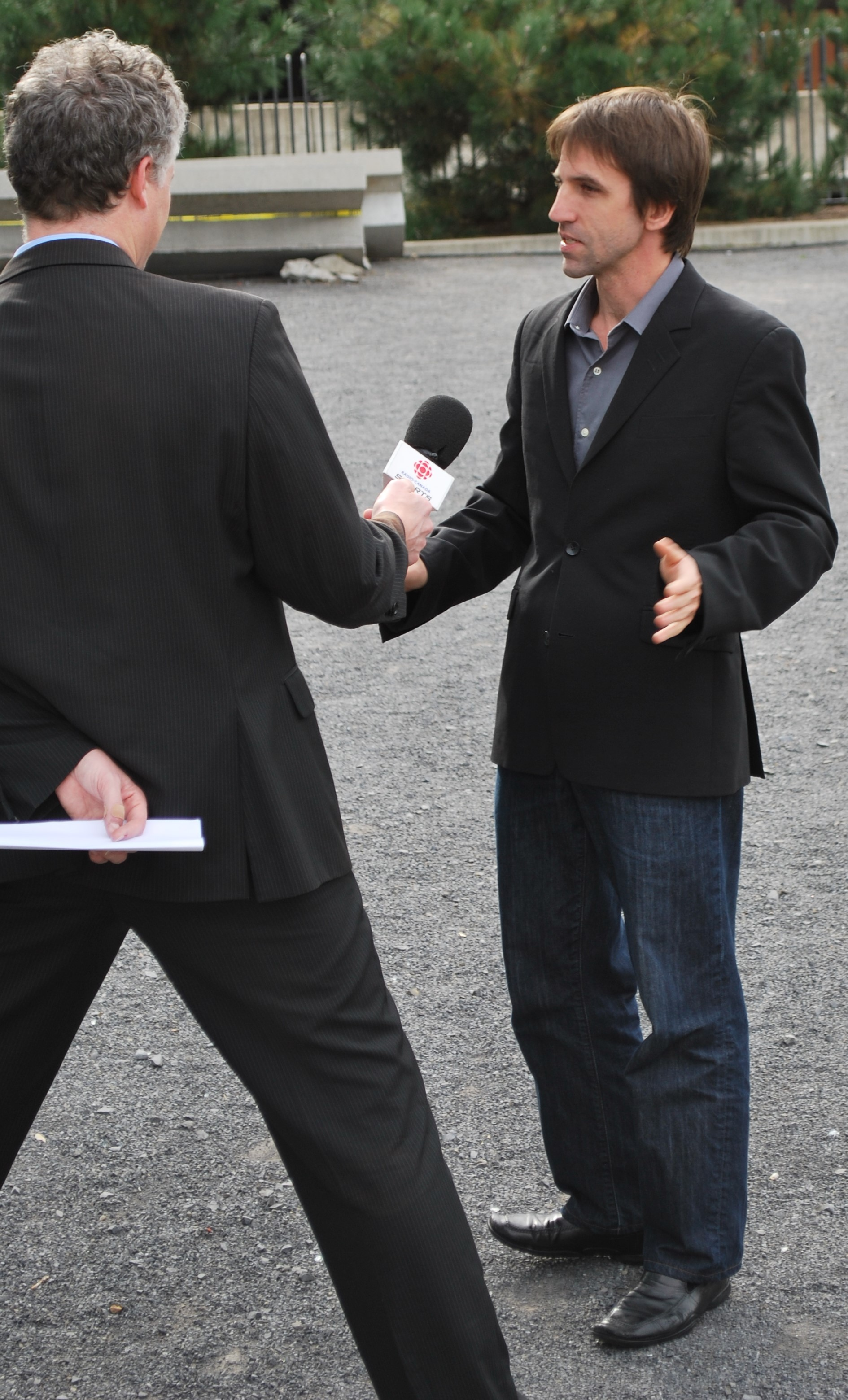
En entrevue en 2010.

En 1997, Steven Guilbeault se joint à Greenpeace Canada en tant que responsable du dossier des changements climatiques. Il est nommé responsable de la campagne « Climat et énergie », puis directeur du bureau de Greenpeace au Québec en 2000. Il coordonnera aussi la campagne climat pour Greenpeace International en 2005. 
Il réalisera quatre coups d’éclats pour Greenpeace. Son action la plus connue consiste en l’ascension de la Tour CN à Toronto en 2001, en compagnie du militant anglais Chris Holden. À l’époque, il s’agissait de la plus haute tour au monde. Après avoir gravi 340 m, ils y ont déroulé la banderole « Canada and Bush Climate Killers ». L’action visait à attirer l’attention de la planète une semaine avant la sixième conférence des Nations unies sur les changements climatiques, où serait joué le sort du protocole de Kyoto.
Il a aussi participé en 2005 à une expédition au Groenland, où il a pu constater l'important retrait des glaciers. En 2006, affirmant que le plan de lutte contre les gaz à effet de serre du gouvernement du Québec était excellent, il propose au gouvernement d'effectuer une tournée pancanadienne en compagnie de l'écologiste David Suzuki afin d'en faire la promotion et de contrer les « mensonges » et « demi-vérités du gouvernement Harper sur la question du protocole de Kyoto et des changements climatiques » .
Selon le journaliste Éric Moreault, il fait partie « sur la planète, du cercle restreint de ceux dont l'opinion compte sur les changements climatiques ». 
Steven Guilbeault reste porte-parole de Greenpeace au Québec jusqu'en 2007, date à laquelle il annonce sa démission. Il retourne alors chez Équiterre, organisme qu’il a cofondé 15 ans plus tôt, afin de travailler sur la question des changements climatiques. Il y travaille en tant que directeur principal et porte-parole jusqu'en 2018.

### Mandats gouvernementaux

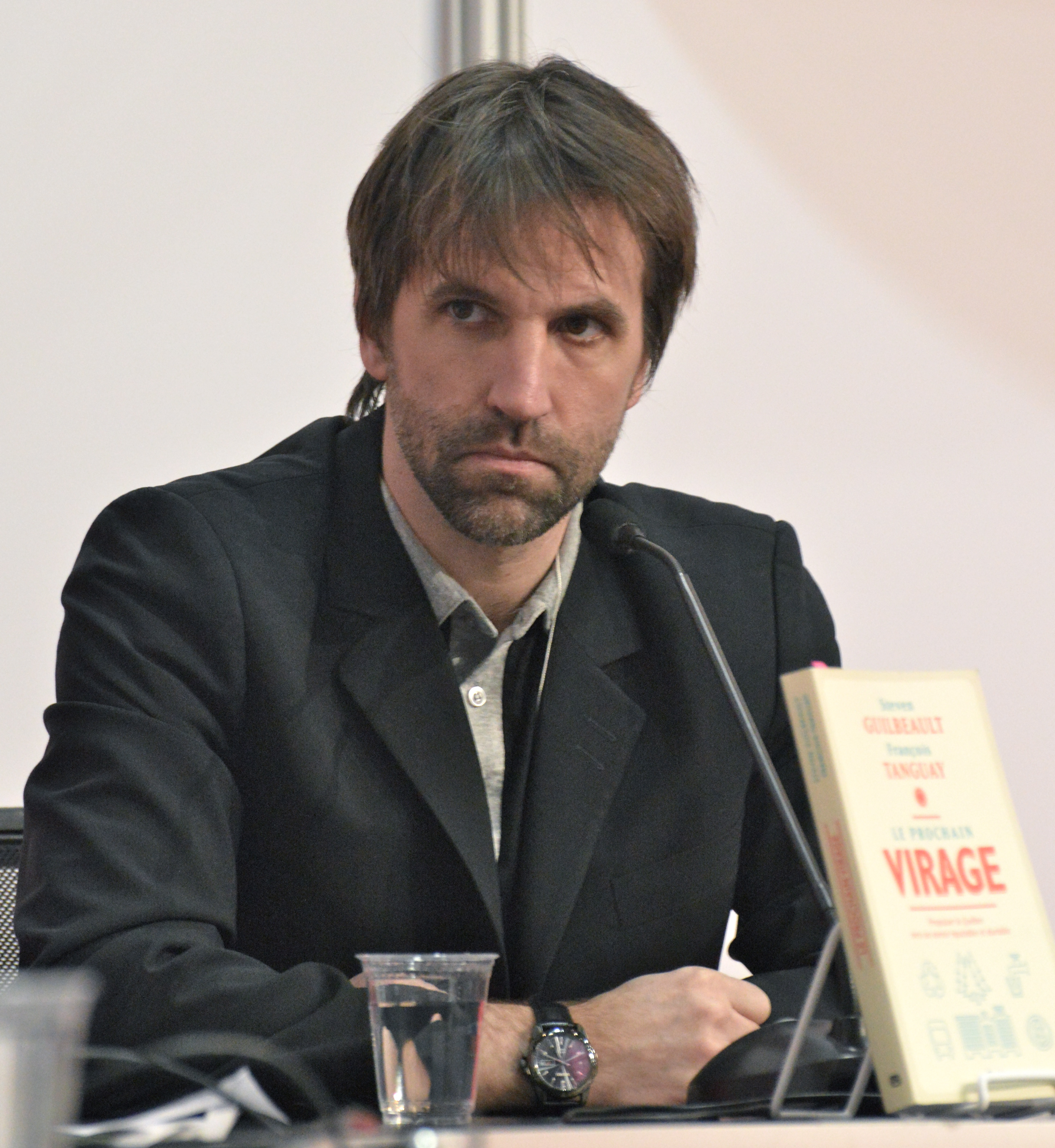
En 2014.

De 2007 à 2009, il siège au conseil d'administration de l'Agence de l'efficacité énergétique du Québec. Il préside par ailleurs le comité sur les énergies renouvelables émergentes de 2009 à 2011 pour le compte du gouvernement du Québec.
Il fait partie du comité aviseur (ou comité conseil selon les gouvernements) sur les changements climatiques sous trois gouvernements du Québec successifs : ceux de Jean Charest (Libéral), de Pauline Marois (Parti québécois). Il copréside celui mis sur pied par le gouvernement de Philippe Couillard (Libéral) à partir de 2014. 
« Steven Guilbeault est parmi les rares personnalités du monde environnemental avec qui il est important de rester en contact et dont il faut prévoir les réactions, parce qu’on sait que son opinion va compter », affirme à son égard Stéphane Dion, ancien ministre fédéral de l’Environnement et des changements climatiques (2004-2006), des Affaires intergouvernementales (1995-2003) et des Affaires étrangères (2015-2017). Selon Kalee Kreider, anciennement chez Greenpeace et directrice des communications d’Al Gore, Steven Guilbeault « a gagné le respect à la fois des gouvernements, des ONG et de l’industrie ». 
En 2015, le magazine L'actualité le désigne comme l’une des 25 personnes les plus influentes au Québec. L'article mentionne que le cabinet du Premier ministre parle de lui comme « l’environnementaliste le plus crédible, calme et aimé des Québécois. On doit être attentif à ce qu’il dit. »
Steven Guilbeault a été sollicité par de nombreux partis politiques à plusieurs reprises durant sa carrière. En octobre 2019, il est élu député à la Chambre des communes du Canada

### Autres activités écologistes
Apprécié pour ses talents de vulgarisateur, Steven Guilbeault donne régulièrement des conférences au Canada. Il est aussi très présent dans les médias. Il a notamment été chroniqueur pour Radio-Canada, La Presse et le magazine Corporate Knights, et a aussi tenu une chronique dans le journal Métro pendant près de 10 ans.
Steven Guilbeault a été consultant senior pour Deloitte et Touche, ainsi que coprésident du Réseau Action Climat international pendant 5 ans.
Il a également présidé le Comité sur le développement durable de la Chambre de commerce du Montréal métropolitain de 2007 à 2010.
Le 12 octobre 2018, il annonce qu'il quitte Équiterre pour se concentrer sur la rédaction d'un livre portant sur le rôle de l'intelligence artificielle dans la lutte aux changements climatiques. Il annonce dans la foulée qu'il sera conseiller stratégique chez Cycle Capital Management, une firme de gestion de capitaux de risque spécialisée dans les technologies propres ainsi que pour la firme de relations publiques, Copticom, reconnue pour sa spécialisation en économie verte et sociale.
Sur son choix de carrière, il s’exprime ainsi : « Je me vois difficilement faire autre chose, ce n'est pas un travail c'est une façon d'être, de vivre. » 

## Carrière politique

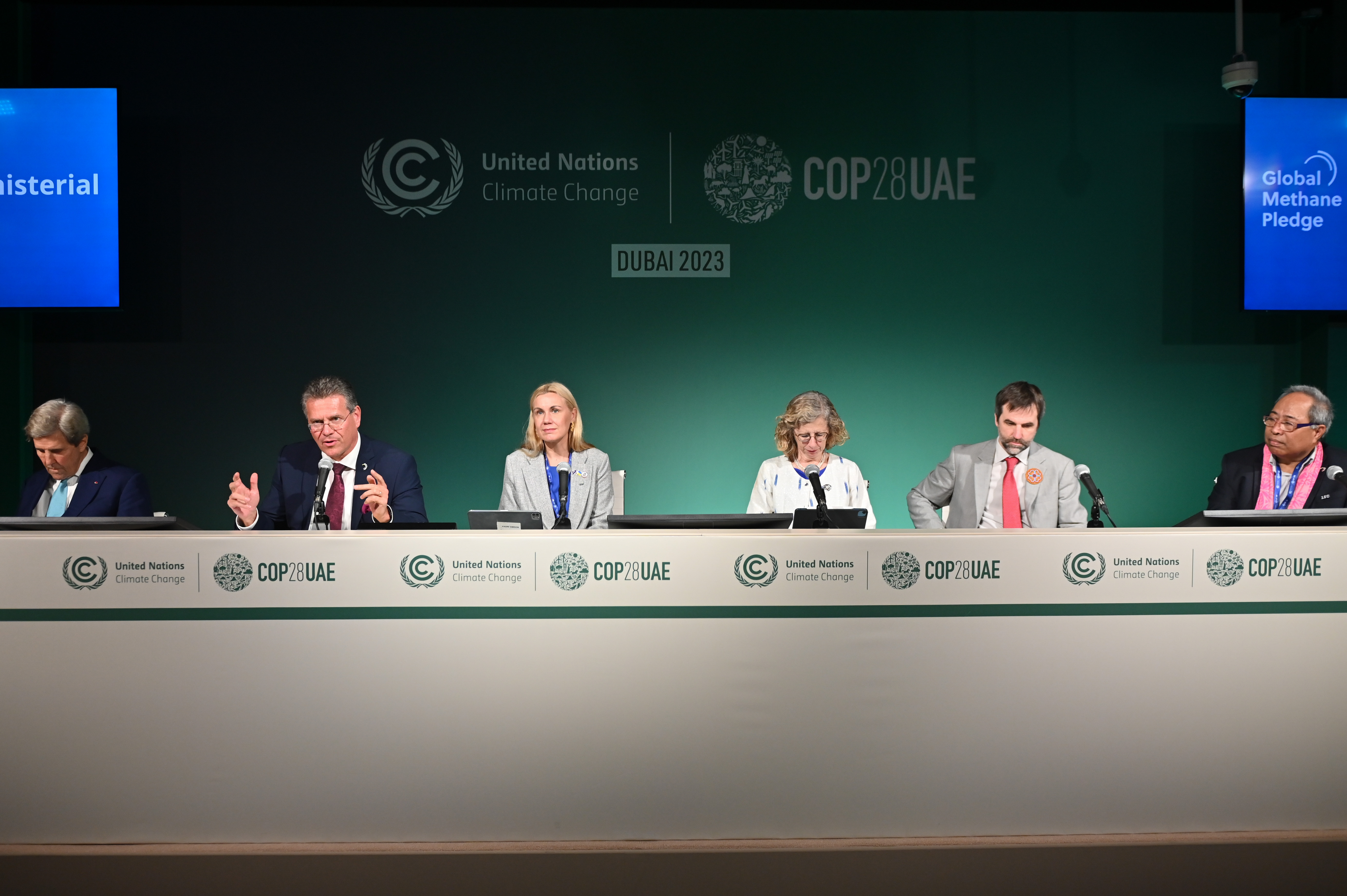
Steven Guilbeault à la COP 28 de Dubai en 2023

Quand Steven Guilbeault annonce en juin 2019 son intention d'être candidat aux élections fédérales du mois d'octobre suivant, il se joint non pas au Parti vert, comme plusieurs se seraient attendus, mais au Parti libéral. Il explique cette décision par le fait qu'en 25 ans de militantisme écologiste, il a souvent eu à siéger sur des comités ou des groupes de travail gouvernementaux, qu'il sait que la machine gouvernementale ne bouge pas vite, et qu'il préfère travailler pour « le parti qui a le plus de chances de remporter les prochaines élections et de mettre en place des mesures pour lutter contre les changements climatiques ». De plus, il considère que le bilan écologique du Parti libéral, même s'il n'est pas parfait, est quand même « excellent ».
Cette décision est critiquée par des écologistes, notamment parce qu'elle survient alors le gouvernement relançait les travaux d'agrandissement du pipeline Trans Mountain.
Il est confirmé comme candidat dans la circonscription de Laurier—Sainte-Marie, et remporte l'élection du 21 octobre avec 41,8 % des voix. 
Lors de la formation du nouveau conseil des ministres le 20 novembre, il est nommé ministre du Patrimoine canadien.
Sa nomination, le 26 octobre 2021, au poste de ministre de l’environnement et du changement climatique, vise à incarner le « virage vert » du gouvernement Trudeau, alors que la Canada ne respecte pas les engagements pris lors de l'accord de Paris sur le climat sur la réduction des émissions de gaz à effet de serre.
Il présente en avril 2022 un plan de réduction des émissions de gaz à effet de serre. Toutefois, le gouvernement approuve par la suite le projet pétrolier offshore Bay du Nord, malgré les avertissements de l'ONU et des mouvements écologistes.
Il annonce en avril 2024, la création d'un registre fédéral sur les plastiques, dans le cadre du Jour de la Terre. Le registre va obliger les fabricants à assumer une plus grande responsabilité pour les plastiques qu'ils utilisent dans leurs produits, selon le ministre de l'Environnement.

## Distinctions
Steven Guilbeault est élu militant de l’année par le magazine Ici Montréal en 2008.
En 2009, il est nommé membre du Cercle des Phénix, qui regroupe des personnalités ayant joué un rôle important pour la cause de l’environnement au Québec, en plus d’être identifié comme l’un des 50 acteurs mondiaux du développement durable par le journal français Le Monde. Il est également admis membre honoraire de la Société géographique royale du Canada. 
Il est reconnu comme l’un des 35 influenceurs pour les 35 ans par la Fondation Marie-Vincent en 2010 et comme l’un des leaders des Amériques par le magazine américain Americas Quarterly (en).
En 2012, l’Université de Montréal lui remet la Médaille de l’Université pour récompenser son parcours professionnel. Il s’agit d’une distinction rare accordée notamment à Christopher Reeves et Oliver Jones.
En 2014, il reçoit le prix Blanche-Lemco-Van Ginkel de l’Ordre des urbanistes du Québec pour sa contribution significative au développement de l’urbanisme au Québec.
En 2016, il reçoit le prix Impératif français, qui récompense une contribution exceptionnelle à la vitalité de la langue et de la culture d’expression française.

## Publications
- Steven Guilbeault, Le bon, la brute et le truand - Ou comment l’intelligence artificielle transforme nos vies, Montréal, (Québec), Éditions Druide, 2019.
- Steven Guilbeault, Alerte! : Le Québec à l'heure des changements climatiques, Montréal, (Québec), Canada, Éditions du Boréal, 2010, 248 p. (ISBN 978-2-7646-0696-4)
- Steven Guilbeault et François Tanguay, Le prochain virage, Montréal, (Québec), Canada, Éditions Druide, 2014, 304 p. (ISBN 978-2-89711-099-4, 978-2-89711-100-7 et 978-2-89711-101-4, lire en ligne)
- Guilbeault, Steven et Jean-Guy Vaillancourt, « Changements climatiques, protocole de Kyoto et le rôle des organisations non gouvernementales dans le cadre de ces grandes questions internationales », dans Gendron Corinne et Jean-Guy Vaillancourt, Développement durable et participation démocratique : De la contestation écologiste aux défis de la gouvernance, Presses de l’Université de Montréal, Montréal, 2003.
- Guilbeault, Steven et Jean-Guy Vaillancourt, « Protocole de Kyoto : économie, politique et efficacité environnementale », dans Actes de colloque Sociologie, économie et environnement, ACFAS, Québec, mai 2002, p. 223-239.
- Regroupement montréalais pour la qualité de l’air, « Pollution atmosphérique et impacts sur la santé et l’environnement dans la grande région de Montréal », Chapitre 3 : « Les effets néfastes de la pollution atmosphérique d’origine anthropique sur l’environnement de la grande région de Montréal », p. 155-173, Éditeur Direction régionale de la santé publique, Montréal, 1998.